# Carregar i descarregar un vaixell

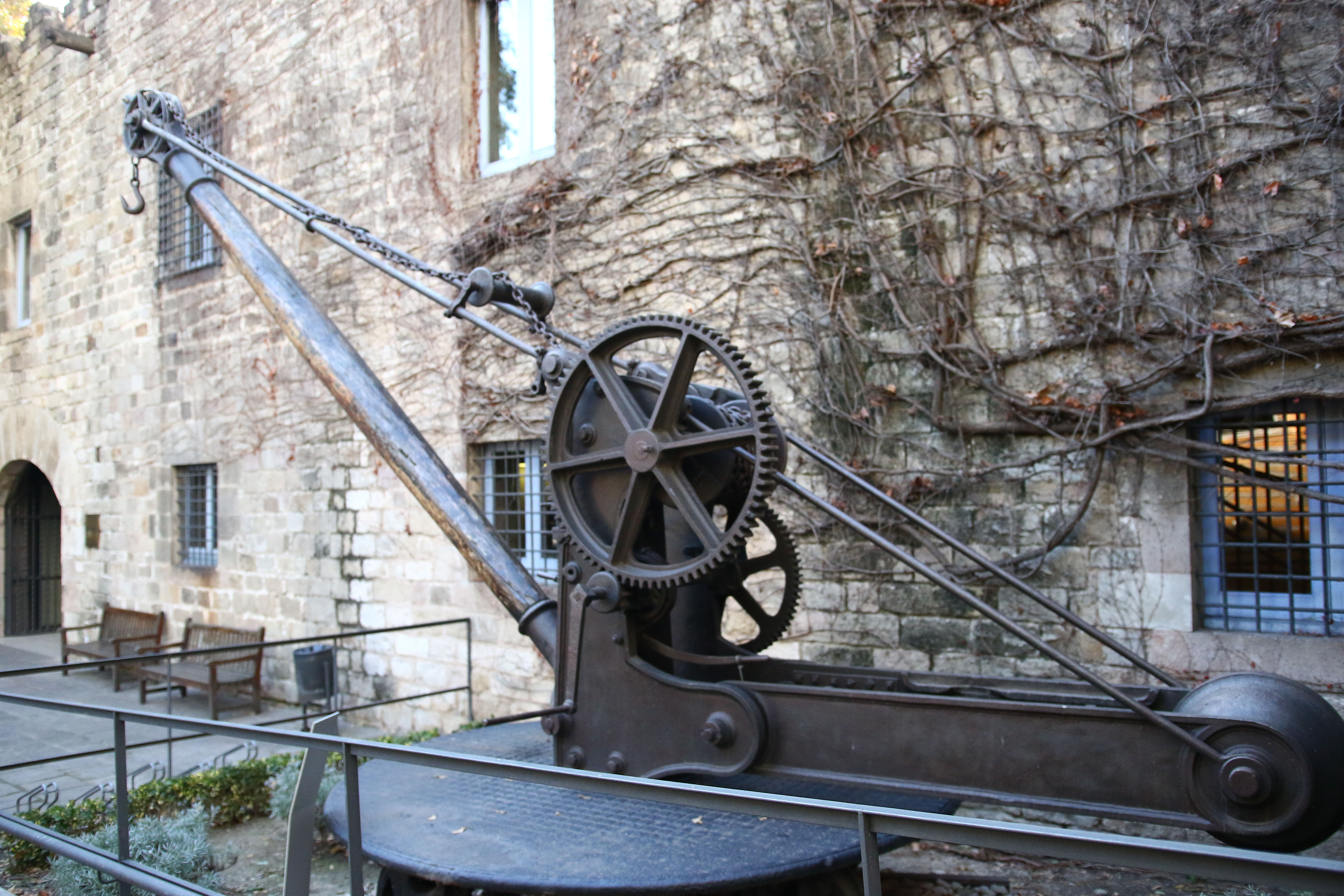
Grua emprada per a carregar i descarregar vaixells al port de Barcelona.

Un vaixell, mercant o de guerra, és un vehicle autopropulsat. I una de les funcions de tots els vaixells és el transport. Aquesta tasca de transport implica carregar i descarregar els productes o les persones objecte del transport esmentat.
En l'actualitat aproximadament el noranta per cent (90%) del transport mundial de mercaderies es fa per via naval. Així, la càrrega i descàrrega dels vaixells són operacions dignes d'atenció.

## Capacitat del vaixell
Antigament s'indicava en botes. Una nau de 800 botes podia transportar 800 botes. També podien emprar-se altres unitats: per exemple les salmes.
Actualment la capacitat de càrrega s'expressa en tones mètriques o en contenidors.

## Càrrega màxima
Des de temps antics hi havia normes per tal d'evitar la sobrecàrrega d'un vaixell. Un vaixell massa carregat és perillós. Per a la tripulació i també per al mateix vaixell i la càrrega que transporta. Actualment la línia de flotació ha de romandre en la zona admisible de l'escala Plimsoll.

## Mercaderies i passatgers
Abans de tractar de les operacions de càrrega i descàrrega convé repassar les condicions prèvies a la càrrega i les condicions posteriors a la descàrrega.

### Aspectes generals del sistema tradicional

#### Persones
Els passatgers i els tripulants poden embarcar-se, en general, pels seus propis mitjans. Persones ferides o amb mobilitat limitada necessiten ajuda especial. En casos de guerra o catàstrofe natural és possible embarcar les restes mortals de moltes víctimes.
- En l'edat mitjana els passatgers eren anomenats pelegrins
- En moltes èpoques la pràctica inhumana de l'esclavatge es basava en el segrest violent i el transport per vaixell dels esclaus.

#### Mercaderies
Les mercaderies a embarcar eren comprades prèviament. Calia transportar-les des del mercat fins a una zona propera al vaixell (idealment una llotja o magatzem). Aquest transport es feia per carros, carretons o a coll (vegeu bastaixos). Si el vaixell estava amarrat al moll una o diverses palanques (passarelles) permetien accedir a bord als carregadors (bastaixos, mariners o persones contractades específicament). Una altra manera de manipular càrregues importants era l'ús de grues o ginys similars.
Si el vaixell estava ancorat a una certa distància de la riba era imprescindible emprar barques per a transportar les mercaderies al vaixell.

#### Impostos i taxes
En la majoria de ports hi havia funcionaris que revisaven les persones, els animals (cavalls en especial) i les mercaderies embarcades (precisament en el decurs de la càrrega i descàrrega). Aquells funcionaris aplicaven les eventuals prohibicions i cobraven (o anotaven) els drets vigents i els impostos corresponents (dret de la bolla i altres).

### Aspectes generals dels sistemes moderns de càrrega i descàrrega
Els sistemes moderns de càrrega i descàrrega de vaixells són molt variats i usen en molts casos de maquinària especialitzada. En ports exòtics de països emergents les tècniques tradicionals sobreviuen. Alguns trets generals es tracten a continuació.

#### Mercaderies a granel
Les mercaderies a granel (petroli, carbó, mena de mineral, cereals i altres) s'acostumen a transportar en vaixells especialitzats. Els sistemes de càrrega i descàrrega inclouen sitges, cintes transportadores i transport per aire comprimit en canonades adequades.

#### Mercaderies al detall
Les mercaderies modernes disposen d'una gran varietat d'embalatges que faciliten el transport mantenint les propietats del producte (sacs de plàstic, caixes de cartró, caixes de fusta,...etc.). Cada paquet o grup de paquets està identificat amb un codi de barres.

#### Maquinària
A diferència dels sistemes tradicionals, que es basaven en l'esforç humà, totes les operacions modernes acostumen a realitzar-se amb màquines especialitzades mogudes per motors (elèctrics o de combustió interna). Moltes màquines necessiten un operador humà però cada vegada més hi ha màques automàtiques o robotitzades.

#### Contenidors
El transport amb contenidors normalitzats proporciona molts avantatges i es va imposant.

## Càrrega i descàrrega pròpiament dites

### Amb eines manuals
Els descarregadors de moll feien el transport de les mercaderies amb el seu propi cos o amb eines manuals rudimentàries. A Barcelona, els bastaixos de capçana o macips de ribera podien emprar una capçana, un bast, una corda (baga), una manuella, una gafa, ... En parella podien usar un baiard o una barra de suspensió (amb la càrrega penjant centralment).
|  |  |  |  |

### Amb grues i similars
Des de temps molt antics s'usaren puntals de càrrega a bord dels vaixells. Les naus de càrrega romanes podien emprar l'arbre d'artimó (equivalent al modern pal de trinquet). Un puntal de càrrega és la grua més senzilla que pot funcionar de manera correcta. Així, disposar d'una grua a bord del vaixell permetia operacions de càrrega i descàrrega amb independència de grues exteriors (que podien estar ocupades o no existir).
|  |  |  |  |

## Casos especials

### Transport d'obeliscs
Els obeliscs egipcis eren càrregues singulars molt valuoses i de dífícil transport. La càrrega des de la pedrera fins a la destinació definitiva es feia en grans barcasses emprant canals excavats des del Nil fins a peu de pedrera. L'operació de càrrega està descrita en alguns casos: dos vaixells de fons pla entraven al canal i se situaven sota l'obelisc (que reposava sobre els extrems travesser al canal); el vaixells anaven molt enfonsats amb un llast de pedres o maons; un cop en posició, el llast era enretirat i les barcasses s'anaven elevant fins a sostenir tot el pes de l'obelisc.
- El transport d'un obelisc des d'Egipte fins a Roma o un altre indret era una operació de gran dificultat que també ha estat recordada en alguns casos.[8][9][10]

### Els clípers del te
Una part important del comerç mundial del te tingué lloc a la Gran Bretanya del segle xix. El te era carregat a la Xina, a la base fluvial de Wangpoa, en clípers de vela i transportat a màxima velocitat fins a Anglaterra. Les operacions de càrrega es feien sense parar, 24 hores al dia, fins a completar el carregament.
El te es transportava en cofres de fusta reforçats amb tires de metall (“tea-chests”, amb aïllament intern de paper procurant mantenir les valuoses fulles lliures d'humitat i preservant els aromes naturals. Els cofres pesaven unes cent lliures. La càrrega la feien camàlics xinesos (“coolies”). La descàrrega es feia als molls de Londres.
- El transport del te des de la Xina fins a Anglaterra presenta dues fases diferents. Inicialment i fins al 1834 es feia amb vaixells de vela feixucs i lents, perquè la demanda al Regne Unit era limitada i la East India Company tenia l'exclusiva dels viatges. Acabat el monopoli esmentat i un cop signat el tractat de Nanjing, els vaixells del te salpaven carregats del port fluvial de Fuzhou (antigament transcrit Foochow). Més concretament del calador anomenat Pagoda Anchorage.[12] Els nous velers que transportaven el te eren els “clípers del te”, els més ràpids del món. La demanda havia pujat molt i la necessitat de competir per arribar a Londres abans que la competència va incentivar la construcció de clípers cada vegada més veloços. Cada any més d'una dotzena de clípers competien en una regata comercial de més de tres mesos de durada, passant el cap de Bona Esperança. Segons els experts, l'any 1874 fou el de la darrera regata. Els transports ràpids del te es feien passant per canal de Suez mitjançant vaixells de vapor.[13][14]

### Els clípers de la llana
Alguns dels clípers del te passaren a carregar llana, des d'Austràlia i Nova Zelanda fins a Anglaterra. La llana es transportava en bales. En algunes condicions es podia produir autocombustió, accident molt greu a bord d'un vaixell.

### Transport de troncs enquitranats
La fusta creosotada era una càrrega odiada per les tripulacions. L'olor penetrant (i no gaire saludable) afectava el sabor dels queviures i els viatges es feien molt penosos. Hi ha exemples literaris que descriuen el fet.